# James Siang'a
James Aggrey Siang'a, né vers 1949 au Kenya et mort le 9 septembre 2016 à Bungoma (Kenya), est un footballeur kényan reconverti comme entraîneur.

## Biographie
Gardien de but, James Siang'a participe à la CAN 1972 avec le Kenya. 
Il entame ensuite une carrière d'entraîneur au Kenya, en Tanzanie et en Ouganda. Il entraîne les sélections kényanes et tanzaniennes.